# Ines Rau
Ines-Loan Rau (Nancy, Francia, 18 de marzo de 1990) es una modelo trans francesa. Fue la Playmate del Mes de la revista Playboy en noviembre de 2017, y la primera Playmate abiertamente transgénero
.

## Primeros años
Rau nació en París y es de ascendencia argelina. Rau se sometió a cirugía de reasignación de sexo a los 16 años, después de haber sido inspirada por la historia de la modelo trans inglesa Caroline "Tula" Cossey. Más tarde, vivió como mujer pero no divulgó su identidad transgénero hasta que tenía 24 años.

## Carrera
Después de cumplir 18 años, Rau comenzó a bailar para DJs en Ibiza, cuando se convirtió en amiga de David Guetta. En 2013, a los 24 años, posó desnuda por primera vez con Tyson Beckford para un reportaje en OOB, una lujosa revista francesa, poco después de haber salido del armario como transgénero. En mayo de 2014, apareció en la edición "A-Z issue" de Playboy, en un reportaje titulado "Evolution" que pretendía representar la aceptación de las identidades de género más allá del binario masculino-femenino. Se convirtió en la segunda mujer transgénero en aparecer en Playboy después de Cossey en 1981, y la primera en salir del armario voluntariamente (Cossey fue revelada contra su voluntad y reapareció en la revista en 1991).
Después de las apariciones en la revista, Rau trabajó como modelo para Nicole Miller, Alexis Bittar y Barneys New York. También apareció en Vogue Italia y en una campaña para Balmain.
En octubre de 2017, Cooper Hefner, hijo del fundado de Playboy Hugh Hefner, anunció que Rau aparecería como "Playmate del Mes" en el número de la revista Noviembre/Diciembre de 2017, convirtiéndola en la primera mujer abiertamente transgénero en ser presentada de esta manera. Hefner comparó la opción de presentar a Rau con la decisión de su padre de presentar a Jennifer Jackson como la primera modelo afroamericana en aparecer en Playboy como una Playmate en 1965.

## Activismo
Tras hacer saber abiertamente que es transgénero, Rau se volvió más activa en las campañas por los derechos de las personas trans. En 2016, apareció en TF1 en el formato de noticias Sept à Huit en un episodio sobre su vida.